# Возлюби ближнего своего (роман)
«Возлюби ближнего своего» (нем. Liebe Deinen Nächsten) — роман немецкого писателя Эриха Марии Ремарка. Над этим произведением Ремарк начал работать в 1938 году. Роман был закончен в 1939 и начал печататься в журнале Collier’s под названием Flotsam. В 1941 году вышла экранизация So Ends Our Night, и сразу после этого отдельное издание книги.

## Сюжет
В романе описывается тяжёлое время после Первой мировой войны в Европе, когда к власти в Германии пришла НСДАП. Невероятно глубоко и реалистично показана трагедия еврейского населения Германии — их считают третьим сортом, увольняют с работы, лишают прав, изымают документы и высылают за границу. Система доносов и провокация для личной выгоды вдребезги разбивают справедливость. 
Огромные армии эмигрантов вынуждены покинуть родину и искать пристанища за границей. Резко увеличившийся приток эмигрантов в странах Европы ведёт за собой ужесточение мер по борьбе с нелегальным населением. Люди вынуждены скитаться из одной страны в другую, прятаться от полиции. Получить вид на жительство — зачастую невозможная задача, ещё тяжелее получить разрешение на труд. На фоне всеобщего безумия системы, трещащей по швам, автор показывает тяжёлые судьбы людей того времени, которые не утратили способности любить жизнь.